# アルカリ骨材反応
アルカリ骨材反応（アルカリこつざいはんのう）とは、コンクリートにおける劣化現象の一つである。コンクリートに含まれるアルカリ性の水溶液が骨材（砂利や砂）の特定成分と反応し、異常膨張やそれに伴うひび割れなどを引き起こす。ASRと略され、アル骨（アルこつ）と略されることもある。

## 定義
コンクリート中のナトリウム・カリウムなどのアルカリ金属イオン（アルカリ性細孔溶液）が、骨材中の特定の鉱物と反応。異常膨張を起こし、コンクリートにひび割れを生じさせる。以下の3つに分類されてきた。
- アルカリシリカ反応 (ASR)
- アルカリ炭酸塩反応
- アルカリシリケート反応

しかし、アルカリ炭酸塩反応およびアルカリシリケート反応は、アルカリシリカ反応の一種であることが判明し、現在ではアルカリシリカ反応のみとなっている。

## 劣化機構と性状
以下の条件を満たすとアルカリ骨材反応が進展すると言われている。
- 骨材中に限度量以上の反応性鉱物、特に、火山岩を骨材に使用したコンクリートに多い[1]。
- 水酸化物イオン濃度の高まり
- コンクリート内部湿度が80-85%

劣化性状として、コンクリート表面にひび割れが発生し、ひび割れの方向性が見られないのが特徴であるほか、白色のゲル状物質がひび割れより滲出している場合もある。しかし、実構造物においては、内部の応力状態や補強筋の配筋状態がひび割れに影響を与えるため、ひび割れの発生性状のみでアルカリ骨材反応であると特定することは難しい。
また、劣化の進んだコンクリート構造物では、表面のひび割れが10mm以上に達することがある一方で、ひび割れは中心まで達していないことも多い。これは、表面に近いコンクリートが中性化してアルカリ骨材反応が終息しているのに対し、内部のコンクリートの反応のみが進行し、膨張量に差が生じるためである。さらに、鉄筋コンクリートの鉄筋破断も一部で発生している。
アルカリシリカ反応によるコンクリートのひび割れは，以下のメカニズムで生じる。
1. セメントに含まれるアルカリ分に由来するアルカリ溶液が反応性シリカ成分を含む骨材を表面から侵し、粘稠な水和アルカリシリケート（水ガラス）層を作る。
2. 水ガラス層はアルカリの消費に伴って溶出したカルシウムイオンと反応し、硬いカルシウムシリケート層となる。これを反応リムとよぶ。
3. アルカリ溶液は反応リムを浸透して骨材内部の未反応シリカ成分と反応するが、生じた水ガラスは反応リムから滲出できないため、反応に伴う体積膨張に由来する膨張圧が骨材内部に蓄積される。
4. 膨張圧が限界を超えると，骨材およびその周りのコンクリートがひび割れる。

## 予防対策
JIS A5308により以下が反応対策として記されている。
1. 無害骨材の使用
2. 高炉セメント・フライアッシュセメントなど混合セメントの使用
3. コンクリートアルカリ総量の規制(Na2O換算 3.0kg/m3以下)

また、骨材の反応性を試験する方法として、化学法・モルタルバー法が規定されている。ただし、骨材試験は完全なものではない。

## 劣化対策
日本においては、1980年代にアルカリ骨材反応が問題化したことを受け調査・研究が進み、1989年には骨材中のシリカ分の含有量を制限するなど抑制対策がJISに明記されるに至り、それ以降の新設構造物ではほぼ見られなくなった。
しかしながら、1970年代・1980年代に施工されたコンクリート構造物では、経年によりASRが進行している構造物が多々見られる。これらの構造物に対しては、劣化の進行状況に応じ、以下の対策が取られている。

### 抑制対策
アルカリ骨材反応は劣化の進行速度が遅いことから、水などの劣化を早める因子を抑制して、構造物の延命を図る方法がある。具体的には、ひび割れ注入やコンクリートの表面塗装などである。また、リチウムイオンを主成分とするASR抑制剤を注入する工法がある。リチウムイオンにより骨材周囲のアルカリシリカゲルと吸水膨張制を消失させ、以後の劣化を抑制するものである。

### 膨張に対する拘束
異常膨張を起こす本反応に対し、外部を鋼板やFRP、プレストレスト・コンクリートなどにより拘束し、膨張を止め、圧縮応力として内部に閉じこめる方策である。コンクリートは引張りに対しては弱いが、圧縮には強いため、膨張量によっては効果が発揮される。

### 断面補修・補強
劣化反応が進行し、終息に至った構造物に行われる。劣化の生じたコンクリート部分を除去し、新しいコンクリートに打ち代えたり、鋼板やFRPにより断面の補強を行うなどの対策が取られる。

## 今後の課題
アルカリ骨材反応に対する調査・研究は1980年代に活発に行われたが、予防対策が明文化されるとともに関心は薄れ、以後は主として劣化対策の研究のみが進んでいた。しかし近年になり、異常膨張を起こした構造物の鉄筋破断事例が続々と発見され、新たな注目を浴びている。鉄筋破断に至ったASR構造物の特性については未解明な部分も多く、その実態調査とともに、メカニズムの解明や対策手法の確立が急がれている。